# MRPL1
MRPL1‏ (Mitochondrial ribosomal protein L1) هوَ بروتين يُشَفر بواسطة جين MRPL1 في الإنسان.